# ماساکی سودا
تایشو سوگو (انگلیسی: Taishō Sugō؛ زادهٔ ۲۱ فوریهٔ ۱۹۹۳) که با نام حرفه‌ای ماساکی سودا (菅田 将暉 Masaki Suda) شناخته می‌شود، یک هنرپیشه و خواننده اهل ژاپن است. وی در مجموعه اینترنتی دفتر مرگ: نسل جدید و فیلم کلاس آدم‌کشی (آنساتسو کیوشیتسو) به ایفای نقش پرداخته است.